# 鈍頭腔吻鱈
鈍頭腔吻鱈，為輻鰭魚綱鱈形目鼠尾鱈科的其中一種，分布於澳洲海域，屬深海底棲性魚類，深度130-400公尺，體長可達35公分，棲息在大陸棚及大陸坡上層水域，生活習性不明。